# لیتل نایتمرز ۲
لیتل نایتمرز ۲ (انگلیسی: Little Nightmares 2) یک بازی ویدئویی در سبک سکوبازی و ترس و بقا است که توسط تارسیر استودیو توسعه یافته و به‌وسیلهٔ باندای نامکو انترتینمنت در ۱۱ فوریه ۲۰۲۱، و برای پلت‌فرم‌های مایکروسافت ویندوز، گوگل استادیا، پلی‌استیشن ۴، ایکس‌باکس وان، و نینتندو سوئیچ منتشر شد . بازی برای اولین بار در نمایشگاه گیمزکام سال ۲۰۱۹، به عنوان دنبالهٔ لیتل نایتمرز رونمایی شد، که دارای ویژگی‌هایی از جمله شخصیت جدیدی به نام مونو، در کنار سیکس قهرمان اصلی قسمت قبلی در نقش شخصیت کنترل شده توسط کامپیوتر است . نسخهٔ ارتقاء یافته این عنوان به نام لیتل نایتمرز ۲: نسخه پیشرفته توسط سوپرمسیو گیمز در ۲۵ اوت ۲۰۲۱، برای کنسول‌های پلی‌استیشن ۵ و ایکس‌باکس سری اکس/اس ساخته و عرضه شد.
این بازی توانست به دلیل فضاسازی بسیار زیبا و هنری، و خلق یک اتمسفر به شدت تاریک و تاثیر گذار نظرات مثبتی از منتقدین دریافت کند. همچنین برخی منتقدین و بازیکنان، از این بازی به دلیل برخی اشکالات فنی، انتقاد کردند. دنبالهٔ این بازی تحت عنوان لیتل نایتمرز ۳ توسط سوپرمسیو گیمز در دست ساخت است.

## گیم پلی
به مانند نسخه قبلی، این بازی نیز در جهانی تاریک، عجیب و ۲٫۵ بعدی، دنبال می‌شود. در این نسخه از بازی، بازیکن کنترل شخصیت جدیدی به نام مونو را برعهده دارد و باید این شخصیت را از مسیری پر از تله و هیولاهای گوناگون و موانع، به هدف نهایی خود برساند. شخصیت قسمت قبل بازی یعنی سیکس، در این بازی حضور دارد و مونو را همراهی می‌کند. برخی از اشکالات نسخه قبل در این بازی برطرف شده است، مانند سیستم مبارزاتی بازی، که در این نسخه بهبود پیدا کرده و کنترل بازی از حالت خشک قبلی خارج شده است، با این وجود همچنان قهرمان داستان، در برابر هیولاهای بازی بی‌دفاع است و در اکثر مواقع باید از دست آن‌ها فرار کند یا مخفی شود.

## داستان بازی
هشدار:خطر لو رفتن خط داستان!
داستان بازی، با شخصیتی به نام مونو (پسری که یک جعبه بر روی سر دارد) شروع می‌شود، که بعد از دیدن کابوسی از یک راهرو و دری با علامت چشم بر روی آن، در کنار یک تلویزیون و در وسط یک جنگل، از خواب بیدار می‌شود. مونو بعد از پیمودن مسیر، به کلبه‌ای می‌رسد و دختر بچه‌ای به نام سیکس  (شخصیت اصلی قسمت قبلی) را از زندان نجات می‌دهد. بعد از این ماجرا، این دو کودک برای فرار کردن از دست شکارچی  و در نهایت کشتن آن بوسیله یک تفنگ با هم همکاری میکنند. بعد از کشته شدن شکارچی، مونو و سیکس سوار بر یک قایق شده، و به سمت شهر رنگ پریده  حرکت میکنند. شهر رنگ پریده، شهری بسیار مخوف و تاریک است، که ساکنان آن همگی به بوسیله امواج تلویزیون تسخیر شده اند، و هیچ کنترلی بر اعمال خود ندارند.با پیمودن مسیر کوتاهی مونو به سمت یک تلویزیون کشیده میشود و وارد یک راهرو، که در انتهای آن دری وجود دارد، میشود. قبل از این که مونو در را باز کند سیکس او را از تلویزیون بیرون میکشد. 
دو قهرمان داستان، بعد از گذشتن از کوچه های تاریک و مخوف شهر رنگ پریده، وارد یک مدرسه بسیار ترسناک میشوند، که توسط زنی ملقب به معلم  اداره میشود. معلم که قادر است گردن خود را تا حد نا معلومی دراز کند، مونو و سیکس را تعقیب میکند. در نهایت، و بعد از گذراندن ماجراهای فراوان، دو کودک داستان، از مدرسه فرار میکنند. در میانه راه، سیکس یک بارانی زرد رنگ را پیدا کرده و بر تن میکند، و بعد از این اتفاق، آنها وارد یک بیمارستان میشوند. هیولای بعدی بازی، موجودی بزرگ و عنکبوت مانند، است که دکتر  نامیده میشود. دکتر و موجودات تحت امر او، به مونو و سیکس حمله میکنند و در انتها، دکتر به تله افتاده و دو کودک موفق به فرار از بیمارستان میشوند. بعد از گذر از بیمارستان، برای اولین بار برج بلندی دیده میشود که از نوک آن سیگنال های تلویزیونی منتشر میشود و در ظاهر، مسبب این اتفاقات عجیب است. در داخل یک خانه، مونو به سمت یک تلویزیون کشیده شده و برای بار چندم به سمت در حرکت میکند و آن را باز کرده و مرد لاغر  را آزاد میکند. مرد لاغر به محض آزاد شدن، از تلویزیون خارج شده و آنها را دنبال میکند و موفق به ربودن سیکس میشود. مونو برای نجات سیکس از قدرت مخصوص خود، استفاده کرده و از طریق تلویزیون ها به نوعی تله پورت میکند. مرد لاغر برای بار دوم از تلویزیون خارج شده و بعد از تعقیب و گریزی نفس گیر در شهر رنگ پریده، سرانجام در خیانی روبروی هم قرار میگیرند. نبردی بین مونو و مرد لاغر شروع شده، و مونو موفق به شکست دادن مرد لاغر میشود، و بعد با استفاده از جادوی خود وارد برج سیگنال میشود. 
درون برج سیگنال، مونو جستجو برای یافتن سیکس را آغاز کرده، و موفق میشود او را داخل اتاقی پیدا کند. سیکس که به شکل یک هیولای غول پیکر در آمده و بوسیله یک جعبه موسیقی،طلسم شده.مونو با نابود کردن جعبه موسیقی به هر ترتیبی که شده، سیکس را از حالت هیولایی خود خارج میکند. با نابود شدن جعبه موسیقی، موجودی عجیب به شکل توده ای ژلاتینی با چشم های فراوان، از دیوار های برج سیگنال ظاهر شده و همه چیز را تخریب میکند. سیکس فرار را آغاز کرده و مونو پشت سر او حرکت میکند. بعد از رسیدن به پلی در حال تخریب مونو می‌افتد و سیکس دست مونو را میگیرد، ولی سیکس در کمال تعجب به او خیانت کرده و دستش را میکشد، و مونو به اعماق برج سیگنال سقوط میکند و سیکس با خونسردی از یک تلویزیون خارج میشود. مونو در داخل توده ژلاتینی گیر افتاده و با حالتی تسلیم شده بر روی یک صندلی مینشیند و برج به شکل اولیه خود در می آید. با گذر زمان، مونو پیر تر شده و به مرد لاغر تبدیل میشود و در همان راهروی اولیه از نظر مخفی میشود.
بازی یک پایان مخفی دارد، که در آن سیکس، از تلویزیون خارج شده و با نسخه سایه مانند خود مواجه میشود. نسخه سایه ای سیکس، به یک کاغذ بر روی زمین اشاره میکند که نقش ما  بر روی آن نوشته شده، و بعد از رفتن نسخه سایه ای، سیکس احساس گرسنگی را تجربه میکند.

## توسعه
این بازی اولین بار در گیمزکام ۲۰۱۹ به عنوان دنباله بازی لیتل نایتمرز معرفی شد. دموی این بازی، در تاریخ ۳۰ اکتبر ۲۰۲۰ منتشر شد و در دسترس قرار گرفت. 
در تاریخ ۲۰ فوریه ۲۰۲۱، تارسیر استودیو، که توسط گروه امبریسر در سال ۲۰۱۹ خریداری شد، اعلام کرد که دیگر به ساخت بازی های لیتل نایتمرز ادامه نخواهند داد، اما ناشر بازی، باندای نامکو انترتینمنت ابراز تمایل کرد که در آینده امکان دارد امتیاز بازی را به استودیوی جدیدی واگذار کند. 

## بازخورد
| گردآورنده | امتیاز                                         |
| --------- | ---------------------------------------------- |
| متاکریتیک | NS: ۸۲/۱۰۰ PC: ۸۳/۱۰۰ PS4: ۸۲/۱۰۰ XONE: ۷۹/۱۰۰ |

| ناشر                     | امتیاز  |
| ------------------------ | ------- |
| دستراکتید                | ۸٫۵/۱۰  |
| گیم اینفورمر             | ۹٫۲۵/۱۰ |
| گیم رولیشن               | ۷٫۵/۱۰  |
| گیمز ریدار+              | [ ۱۴ ]  |
| آی‌جی‌ان                   | ۷/۱۰    |
| نینتندو لایف             | [ ۱۶ ]  |
| پی‌سی گیمر (ایالات متحده) | ۷۶/۱۰۰  |
| شک‌نیوز                   | ۹/۱۰    |
| VideoGamer.com           | ۷/۱۰    |

بازی لیتل نایتمرز ۲، در سایت متاکریتیک، موفق شد در تمام پلتفرم ها، موفقیت خوبی کسب کند و نظرات مثبتی از منتقدین دریافت کند.  
سایت دیجیتال فیکس به این بازی نمره کامل داد و در وصف آن نوشت: یک دنباله عالی، که هرچه دفعه قبلی کار کرد را گسترش می‌دهد، چیزهایی که کار نکرد را بهبود می‌بخشد، ایده‌هایی که کم بود را اضافه می‌کند و داستان را به جاهایی می‌برد که تاکنون ندیده‌ایم. به عنوان یک طرفدار لیتل نایتمرز، بازی برای شما بهتر از این نمی‌شود.
یکی دیگر از نمرات کامل را سایت دارک استیشن به بازی اعطا کرد و آن را این گونه توصیف کرد: لیتل نایتمرز ۲ باتوجه به آنچه اولین نسخه‌ی خود به دست آورد، تلاش می‌کند تا در زمینه تنظیمات، طراحی و گیم‌پلی خود به موفقیت بیشتری دست یابد که در انجام آن موفق است. از ابتدا تا انتهای گیم‌پلی این بازی، شما روی لبه صندلی خود نشسته‌اید و با هیجان به تجربه‌ی بازی می‌پردازید. طراحی دنیای بازی و کنجکاوی شما را وادار می‌کند که هرچه بیشتر در بازی غرق شوید. من اطمینان دارم که طرفداران نسخه‌ی اول کاملاً این قسمت را دوست دارند و هر تازه واردی باید بدون شک باید هر دو نسخه را بازی کند. این تنظیمات هر دو وحشتناک و زیبا هستند و من واقعاً امیدوارم که در آینده از تارسیر استودیو اطلاعات بیشتری کسب کنم.
واشنگتن پست به این بازی نمره ۹۰ از ۱۰۰ را داد و نوشت: لیتل نایتمرز ۲ تنها بازی در سال ۲۰۲۱ است که من به تمام افراد با همه نوع سلیقه پیشنهاد کرده‌ام. این یک ماجراجویی هیجان‌انگیز است که خیلی فراتر از نسخه قبلی خود حرکت می‌کند و داستان تاریک را وارد سطوح تازه‌ای می‌کند.
سایت اتومیکس با دادن نمره ۸۸ به بازی نوشت: لیتل نایتمرز ۲ یک دنباله خارق العاده است که همه کارهای انجام شده توسط تارسیر استودیو را در طول بازی اول بسیار بهبود می بخشد. با اتمسفر ترسناک و طراحی محیط عالی، این یک بازی است که قطعاً شایسته توجه شما است.
دستراکتید با دادن نمره ۸۵ از ۱۰۰ به این بازی نوشت: چه یک بازیکن قهار باشید و چه یک بازیکن تازه‌کار، می‌توانید زمان فوق‌العاده‌ای را با این دنباله تجربه کنید. اگر ابتدا نسخه قبلی را بازی کنید خیلی ایده‌آل‌تر است اما الزامی هم نیست. این داستان عجیب و غریب روی پای خودش می‌ایستد.
گیمز ریدار+ با دادن امتیاز ۸۰ به بازی نوشت: یک بازی ترسناک کوچک که می‌تواند با تمام شگفتی‌هایش، ناامیدکننده هم ظاهر شود.
سایت Push Square با دادم نمره ۶۰ به بازی (که پایین ترین نمره منتقدین بود) توضیح داد: لیتل نایتمرز ۲ به خاطر کارگردانی هنری‌اش ارزش تجربه را دارد. اما سیستم کنترل کاراکتر بازی در بعضی از مواقع می‌تواند همانند یک مانع سر راه شما قرار بگیرد. بازی هرچند کم، اما تاکید بسیاری روی آزمون و خطا دارد و خسته کننده می‌شود. اما بعضی از رویارویی‌های بازی به‌گونه‌ای است که حتی پس از تیتراژ پایانی هم آن را به یاد خواهید داشت. ازاین‌رو در ارائه تعاملی به یادماندنی، موفق بوده است. لیتل نایتمرز ۲ در بعضی از لحظه‌ها و سکانس‌ها، غیر قابل انعطاف است. اما معما و پازل‌های بازی مدام درحال تغییر بوده و هر سکانس بازی یک تصویر سورئال و دلهره‌آور را به‌نمایش می‌گذارد. 

### فروش
در ژاپن، نسخه نینتندو سوییچ لیتل نایتمرز ۲، سومین بازی پرفروش در هفته اول انتشار بود که ۲۴۴۷۰ نسخه از آن فروخته شد، در حالی که نسخه پلی استیشن ۴ در همان هفته ۱۱۱۶۳ نسخه در ژاپن فروخت و این هفتمین بازی پرفروش هفته، در این کشور بود.  این بازی در جایگاه هفتم انگلیس  و جایگاه ششم در سوئیس در تمام نمودارها جزء پرفروش ترین بازی ها بود.  در عرض یک ماه پس از انتشار، این بازی یک میلیون نسخه، در سراسر جهان فروخته بود. 

## واژه‌نامه
1. ↑  Mono
2. ↑  Six
3. ↑  The Hunter
4. ↑  Pale City
5. ↑  Teacher
6. ↑  Doctor
7. ↑  Thin Man
8. ↑  Maw